# Tapicero

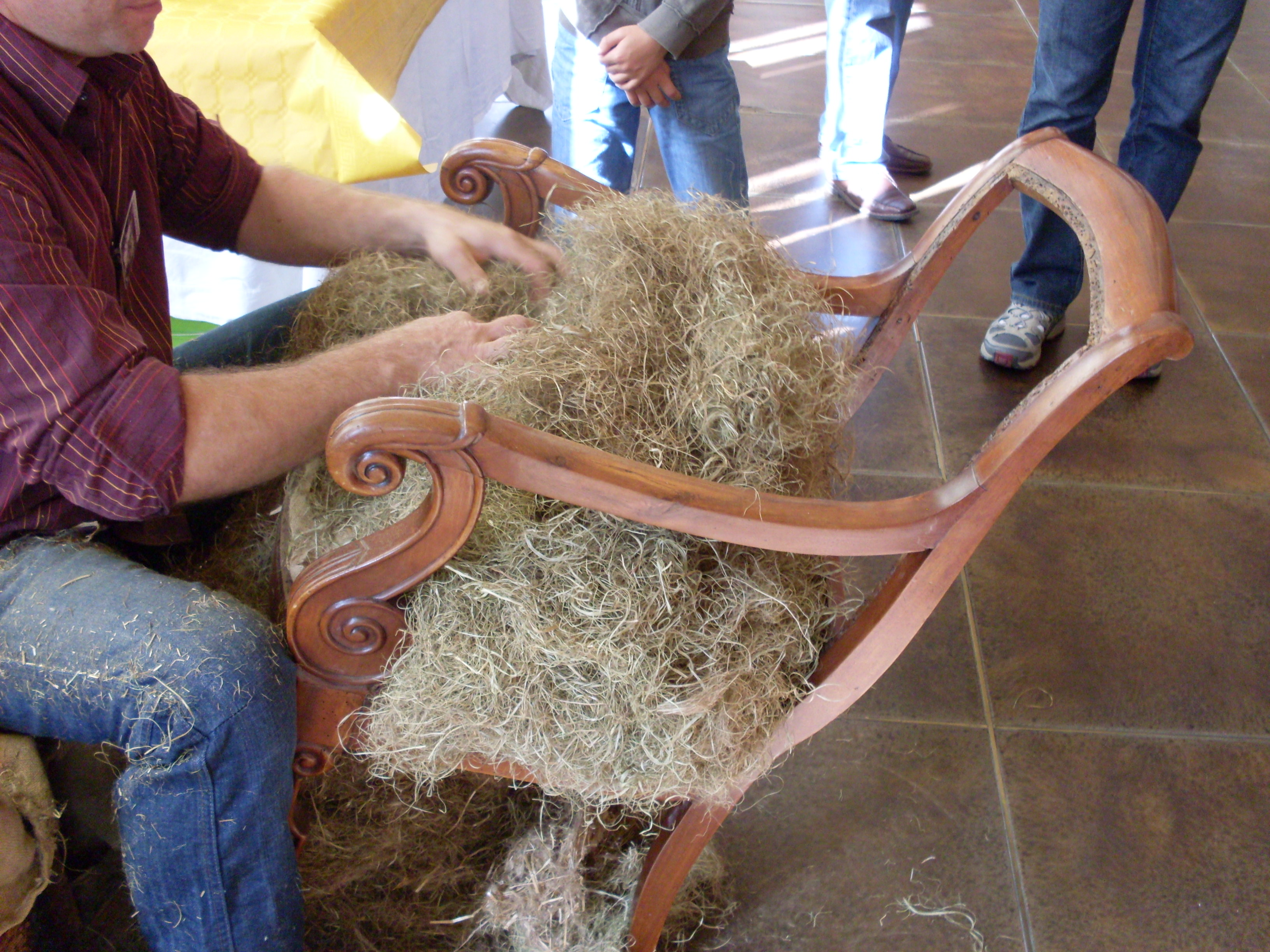
Un tapicero restaurando una silla con relleno de crin vegetal.

El término tapicero tiene dos acepciones. La primera acepción refiere al artesano que elabora tapices. La segunda acepción refiere al artesano que recubre con tapices, tela o piel asientos domésticos, de automóviles, motocicletas o barcos, fijando el material con tachuelas o grapas. También se dedica a mejorar la comodidad de los mismos instalando muelles, espumas o fibras vegetales en su interior. El tapicero es un artesano con conocimiento en estructuras y materiales.

## Historia
Los primeros tapiceros fueron egipcios del año 5.000 A.C. que dejaron sillas tapizadas que se han encontrado en las tumbas de los faraones y son los vestigios más antiguos de este oficio.
A lo largo de la historia los pueblos nómadas cubrían el suelo de sus tiendas con alfombras y cojines, buscando la comodidad. También fue en estas circunstancias que se crearon las primeras sillas y mesas plegables, probablemente fabricadas por los mismos artesanos que hacían las tiendas de campaña. Todo esto podemos verlo en grabados antiguos que se han conservado hasta nuestros días.
En la Edad Media fue cuando reyes y nobles tenían a su servicio artesanos que fabricaban para ellos butacas y sillas de madera con asientos de cuero al principio y más adelante con asientos rellenos de pelo de animal o fibras vegetales recubiertos con tela.
Fue en la época del Renacimiento cuando las butacas, sillas y sofás adquirieron su mayor elegancia y sofisticación. Para ello los ebanistas trabajaban en contacto muy cercano con los tapiceros para lograr realizar sus encargos por parte de la nobleza.
Desde los años 70 los tapiceros utilizan espumas sintéticas para los rellenos de sillas, taburetes, butacas y sofás. Aunque siguen teniendo mucho valor los rellenos de pluma de oca y fibras naturales.

## Técnicas
Hay tres técnicas de llenado:
- La técnica tradicional utiliza crin de caballo a menudo colocada en resortes sujetos a correas.
- La técnica contemporánea utiliza espuma sintética y perfiles.
- La técnica semi-tradicional utiliza ambas técnicas: una primera parte en la técnica tradicional (flejes y resortes), la segunda en la técnica contemporánea (relleno de espuma).

En la tapicería de mobiliario se realiza la operación en muebles para el hogar y otras instalaciones domésticas o industriales (como restaurantes, hoteles y centros hospitalarios). En la operación se tapiza y coloca fundas a sillas, butacas, sofás, taburetes, cabeceros de cama y otras piezas habituales en el ámbito doméstico. Además confecciona e instala cortinas. Dentro de esta categoría hay especialistas en muebles clásicos o de época, muy solicitados por anticuarios y restauradores de antigüedades.
En la tapicería de automóviles se tapiza y repara los asientos de los coches con textil, cuero sintético o cuero. También cubre con estos materiales todas las partes interiores como puertas, techo, salpicadero, guardapolvos de las palancas de cambio y molduras interiores.
Dentro de la tapicería de asientos de motocicletas se confecciona y monta tapizados en asientos y sillines de moto. Los materiales que utiliza para ello tienen resistencia a condiciones climatológicas adversas.
Usualmente son tapizados de vinilo con tratamientos especiales para no deteriorarse con la luz solar, la lluvia o los cambios bruscos de temperatura. El tapicero de asientos de motocicletas también realiza trabajos de modificación de espumas para conseguir mejorar la comodidad del motorista, dependiendo de su anatomía personal. Las espumas que utiliza en estas modificaciones son espumas de poliuretano de alta densidad, para que el resultado sea un asiento cómodo y firme.
El tapicero de barcos confecciona tapizados para los asientos y colchonetas de las embarcaciones. Además hace cubiertas de lona para protegerlas cuando no se usan y forra cualquier zona del interior que lo necesite, como paredes o techos. Los materiales que utiliza para tapizar partes de una embarcación son resistentes a los ambientes salinos, los hongos y los rayos ultravioleta. Para el relleno de colchonetas y asientos utiliza espuma estanca, que no absorbe el agua y alarga la vida útil de los mismos.

### Materiales
Utiliza distintos tipos de taller verías, como chenilla, terciopelo, raso, cuero sintético (polipiel), cuero (piel)...

### Herramientas
| Agujas curvas          | 1. Aguja curva 2. Aguja curva La diferencia entre los dos está en la dirección del ojo. La máquina de coser es usada alternativamente. |
|                        | Agujas rectas |
| Agujas                 | 1. Aguja curva 2. Aguja recta de un solo punto (larga para poner botones) 3. Aguja recta de doble punta |
| Juego de uñas          | Punzón |
| Tijeras                | Juego de tijeras 1. Tijeras de podar 2. Tijeras de tela 3. Tijeras de papel |
| Cincel de madera       | Cincel para madera |
| Cincel                 | Cincel en ángulo |
| Alfileres              | Alfileres |
| Mazo de madera         | Mazo de madera (o de goma) |
| Metro plegable         | Metro plegable, doble |
| Cinta métrica          | Cinta métrica |
| Pie de cabra           | Pie de cabra para tapicería (pequeña para sacar grapas y tachuelas) |
| Ramponneau             | Martillo de tapicero o martillo de tachuela. Se pueden magnetizar fácilmente (de hecho, el imán sostiene la cabeza de la semilla, lo que permite sostener el tejido con la otra mano) La grapadora manual o neumática es utilizada alternativamente.                                                          |
| Escofinas de madera    | Escofinas de madera |
| Tachuelas de tapicería | Tachuela, estos son clavos pequeños con una cabeza plana. |
| Tensor de correa       | Tirador de correa, también está la pinza de correa o el tensor de correa con un mango que es menos peligroso que el modelo presentado y no daña la madera. |
| Tirador de crin        | El tirador de crin es una pequeña herramienta puntiaguda que utiliza el tapicero. Se desliza a través de la tela de los asientos para mover la espuma que los rellena. El tapicero puede así dar una forma homogénea al asiento del asiento que adorna, y darle forma para que respete el estilo del asiento. |

- Compresor
- Tiza para marcar telas
- Alicates
- Escuadra